# Drapelul Tuvalului
Drapelul Tuvalului a fost adoptat pentru prima oară imediat după independența Tuvalului pe 1 octombrie 1978.

Drapel național

Drapelul Guvernatorului

## Descriere
Drapelul oficial este albastru azur cu Geacul Uniunii  (Union Jack) în canton și nouă stele galbene în partea dreaptă. Cele nouă stele reprezintă cele nouă insule și atoli al Tuvalului. Drapelul Tuvalului a fost creat de Vione Natano.
|                        |                    |
| Interpretația stelelor | Insulele Tuvalului |

## Istoric
Pe 1 octombrie 1995 a fost adoptat un nou drapel similar cu drapelul veche, dar cu un albastru mai deschis și cu opt stele în loc de nouă, numele statului însemnând în limba tuvaluană Opt stau uniți. În decembrie 1995 a fost adoptat un nou drapel fără Geacul Uniunii. Din cauza că populația Tuvalului nu a acceptat acest drapel a fost reintrodus pe 11 aprilie 1997 drapelul veche cu nouă stele.

### Drapele istorice
|  | Drapelul Insulelor Gilbert și Ellice înainte de 1. oct. 1976  |
|  | Drapelul Teritoriului Tuvalu între 1 oct. 1976 și 1 oct. 1978 |
|  | Drapelul Tuvalului între 1 oct. 1978 și 1 oct. 1995           |
|  | Drapelul Tuvalului între 1 oct. 1995 și dec. 1995             |
|  | Drapelul Tuvalului între dec. 1995 și 11 apr. 1997            |
|  | Drapelul Tuvalului din 11 apr. 1997                           |